# Basset Artésien-Normand
Basset Artésien-Normand este o rasă de câini de vânătoare, obținută din împerecherea Bassetului Artésian cu cel Normand, originar din Franța. Acești câini au o înălțime de 26–36 cm și o greutate de 12–18 kg.

## Istoric
Basset Artésien Normand și mai cunoscutul Basset Hound au o origine comună, provenind din câinii de vânătoare cu picioare scurte din nordul Franței de la începutul secolului al XIX-lea, care prezentau osteocondrodisplazie– o afecțiune genetică ce influențează dezvoltarea oaselor și articulațiilor. Spre deosebire de Basset Hound, care a fost obținut în Anglia prin încrucișări cu Bloodhound, varietatea franceză a păstrat o structură mai zveltă și un instinct de vânătoare mai pronunțat.
Documentarea oficială a rasei a început în 1870, iar dintr-un tip ancestral comun s-au dezvoltat două varietăți: una cu picioare drepte (Basset d'Artois) și alta cu picioare curbate (Normand). În 1910 a fost înființat primul club al rasei, iar în 1924 denumirea actuală, Basset Artésien-Normand, a fost standardizată.
Basset Artésien Normand este un câine de vânătoare care poate fi urmărit pe jos de vânător. Picioarele scurte împiedică îndepărtarea prea mare de acesta. Inițial folosiți pentru vânarea iepurilor de câmp și alte animale mici, fie singur, fie în haită, astăzi sunt crescuți în principal ca animale de companie, apreciate pentru temperamentul calm și loialitatea față de stăpân.

## Caracteristici
Înălțimea unui Basset Artésien Normand este cuprinsă între 30 cm, iar raportul dintre înălțime și lungimea corpului este de aproximativ 5:8. Greutatea este de aproximativ 17 kg. Blana este scurtă și poate fi tricoloră (maro-deschis și alb cu o pată neagră pe spate) sau bicoloră (maro-deschis și alb). Capul și urechile lungi sunt trăsături distinctive, iar temperamentul este calm și prietenos.

## Recunoaștere
Clubul original al rasei este Club français du Basset Artésien Normand & du Chien d'Artois, iar rasa este recunoscută de Federația Chinologică Internațională (FCI) sub numărul 34, în Grupa 6 - Câini de urmă. Basset Artésien Normand este una dintre cele șase rase de tip basset recunoscute de FCI. De asemenea, este recunoscută de United Kennel Club (SUA) în Grupa câinilor de urmă.